# Dictée du Diable
La  dictée du « Diable » est une dictée-piège proposée par René Thimonnier dans ses ouvrages : Le Système graphique du français, et Code orthographique et grammatical (C.O.G), tous deux couronnés par l'Académie française.
En avant-propos du C.O.G, l’auteur indique que cette dictée (qui n’était à l’origine qu’une des dictées de contrôle qu’il avait composées pour sa classe de Troisième) fut publiée en premier lieu par Le Figaro littéraire du 3 juin 1965 en illustration d’une interview relative à ses recherches. Le signataire de l’article, qui fit vingt-et-une fautes en s’essayant à l’épreuve, la qualifia alors de « diabolique »… d’où le nom de dictée du « Diable » retenu ensuite pour sa publication dans les ouvrages précités.

## La dictée (extrait)
Le Système graphique du français, page 391 ;  Le Code orthographique et grammatical, page 411, ; Dictée intégrale en ligne : texte vidéo ; Extrait : 
« Les Français disputent à l'envi de leur orthographe. Qu'elle ait fâcheuse réputation, on n'en saurait douter. Qu'on n'en conclue pas qu'elle est illogique. Quelques problèmes qu'elle pose (et ils sont nombreux), quelles que soient les difficultés qu'elle soulève, quelque embrouillées qu'en paraissent les règles, elle n'exige qu'un peu de travail et de méthode. Les grammairiens ne se sont pas seulement donné la peine de la codifier : ils se sont plu à la rendre accessible. Quoi qu'on en ait pu dire, le travail auquel ils se sont astreints n'a pas été inutile. Les efforts qu'il a coûtés, les recherches qu'il a nécessitées ne doivent pas être sous-estimés. [...]  »

## Particularités

### Sur le fond
La dictée du Diable a l'originalité d'offrir, par son thème et son texte, un éclairage sur la pensée de l’auteur concernant notre orthographe : René Thimonnier soutient l’idée, dans l’ensemble de ses œuvres, que le système graphique du français, bien que compliqué, est plus rationnel qu’il n’y paraît et propose une pédagogie nouvelle basée sur un apprentissage raisonné de l’orthographe.
Elle constitue aussi pour l’auteur une preuve factuelle de l’efficacité de la méthode d’enseignement qu’il pratique et préconise… en se caractérisant comme exercice orthographique redoutable surtout pour qui ignore ladite méthode.

Dans son ouvrage Langue française à l'épreuve, l'écrivain Dominique Daguet apporte le témoignage suivant :
«... Thimonnier, devenu le "passeur" des mots. Celui-ci, appliquant sa méthode avec ses élèves de troisième, obtient d’eux par exemple qu’ils ne fassent pas plus de deux à quatre fautes dans une dictée dite diabolique, de son invention, où des écrivains raffinés, des avocats attentifs à leur langage, des professeurs chevronnés en font régulièrement plus de vingt. Cela sans recourir au miracle, à l’hypnose, à la suggestion, à la transmission de pensée. »

### Sur la forme
Toutes les difficultés se trouvant dans la Dictée du Diable relèvent de la langue courante, ce que revendique l’auteur dans le C.O.G comme dans le texte même de la dictée et que confirme comme suit Maurice Chapelan dans son article du Figaro Littéraire :
« Ce que vaut cette méthode, M. Thimonnier s’en est déjà administré la preuve en l’appliquant à ses élèves de quatrième et de troisième. Lorsqu’il les juge assez mûrs, il leur dicte un texte dont il est l’auteur. Version nouvelle de la dictée fameuse dont la rédaction est attribuée (à tort, paraît-il) à Mérimée. À cela près, qui est essentiel, qu’elle ne contient que des mots et des formes absolument courants. Les pièges y semblent sans malice, où pourtant les plus malins se laissent prendre. »

### Les difficultés du texte
Sont ainsi soumis à l'épreuve, entre autres, les « pièges » suivants :
- Liaison et négation après on,
- Distinction de quelque et quel que,
- Distinction de quelque adjectif et quelque adverbe,
- Accord du participe passé,
- Accord du participe passé des verbes pronominaux,
- Doublement ou non de la consonne dans les mots en ac, ag, al, ap…
- Les suffixes sion, tion, toire, toir, seau, ceau, ter, ment…
- Quelques exceptions aux familles de mots,
- Le subjonctif des verbes croire, voir…
- Les désinences verbales : de l’impératif, du subjonctif, du futur, du présent…